# Santuri

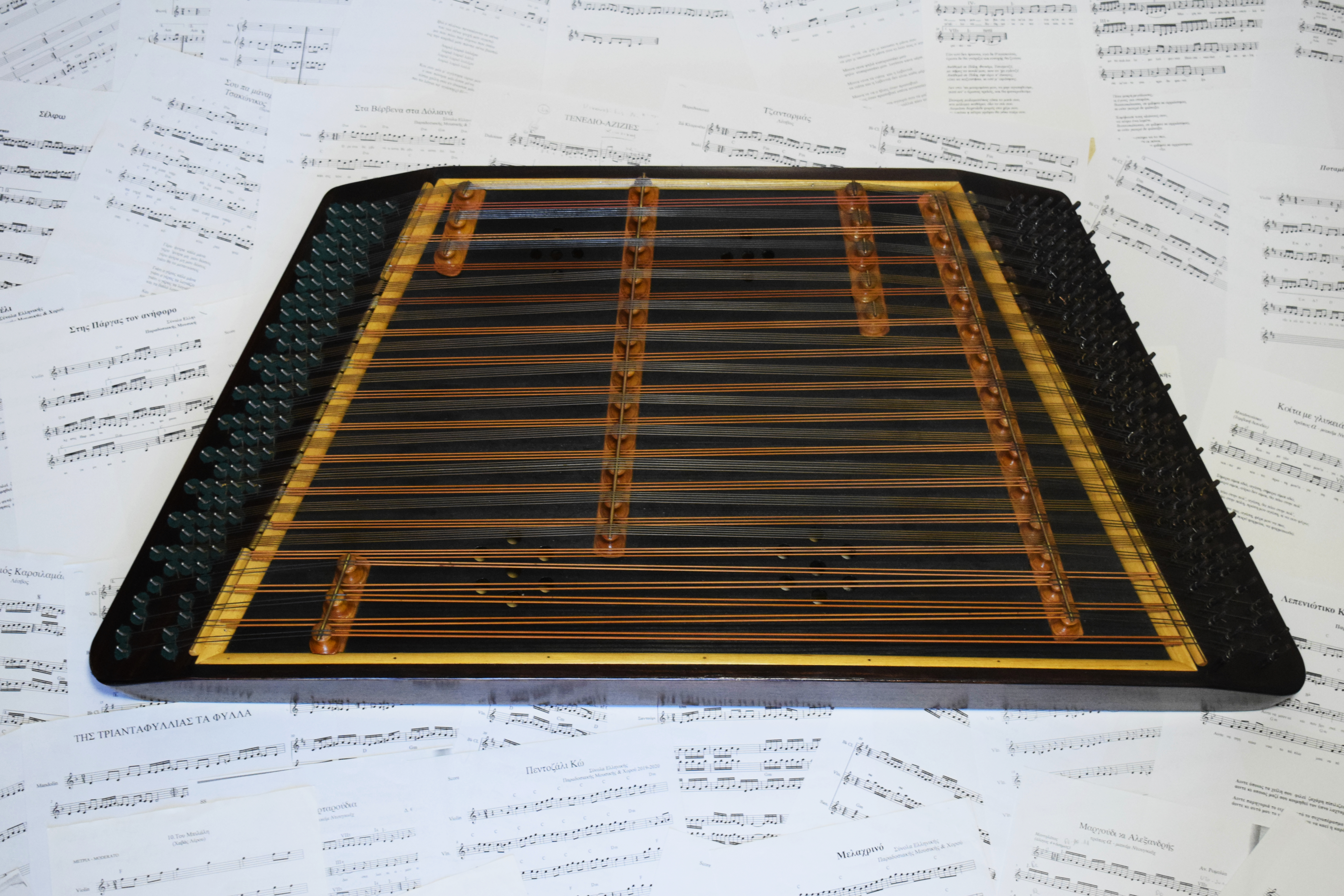

Santuri nebo Santúr (persky: سنتور) je strunný hudební nástroj. Je to cimbál, který se v 17. a 18. století rozšířil do Turecka a Persie a pod názvem santúr se stal součástí tamní hudby. Tvar je lichoběžníkový, krabice bývá nejčastěji z ořechového dřeva. Název znamená v perštině „sto strun“.